# Schlacht von Tudela
Die Schlacht von Tudela vom 23. November 1808 war Teil des Spanischen Unabhängigkeitskrieges. Die Kämpfe fanden am Ebro im nordwestlichen Vorfeld von Tudela in der Provinz Navarra statt, dabei griff ein französisches Korps unter Marschall Jean Lannes eine spanische Armee unter General Francisco Javier Castaños an. Die Schlacht führte zum Sieg der Franzosen, die von Napoleon angelegte Einkesselung, kam aber wegen des zu späten Anmarsches der Armee Ney nicht zur Ausführung. Für die Spanier brachte die Niederlage den Verlust von Madrid.
Bailén –  Roliça –Vimeiro – Saragossa (1808) – Burgos (Gamonal) – Medina de Rioseco – Espinosa –  Tudela – Somosierra – Saragossa (1809) – La Coruña – Torres Vedras – Valls – Braga –  Oporto –  Talavera – Ocaña – Gerona – Ciudad Rodrigo (1810) – Buçaco – Gévora – Barrosa – Badajoz (1811) – Fuentes de Oñoro – La Albuera – Tarragona (1811) – Sagunt (Murviedro) – Ciudad Rodrigo (1812) – Badajoz (1812) –  Majadahonda – Salamanca – García Hernández –  Venta del Pozo – Vitoria – 
Sorauren – San Sebastián – Bidassoa

## Vorgeschichte
Dem Madrider Aufstand Dos de Mayo (2. Mai 1808) gegen die Franzosen folgten ausgedehnte Volkserhebungen in ganz Spanien. Die Franzosen waren gezwungen sich hinter den Ebro zurückzuziehen. Den Spaniern gelang es aber nicht, den zahlenmäßig schwächeren Feind gänzlich aus dem Land zu vertreiben.
Kaiser Napoleon eilte selbst über Bayonne nach Spanien um ab 8. November 1808 den Oberbefehl zu übernehmen und persönlich den Vormarsch auf Burgos zu führen. Die spanischen Streitkräfte bestanden Mitte Oktober aus der Armee von General Joaquín Blake an der Nordküste, der Armee von General Francisco Javier Castaños im Raum Tudela und der Armee des General José Rebolledo de Palafox um Saragossa. Blake eröffnete eine Offensive auf Bilbao, wurde von den Franzosen am 31. Oktober in der Schlacht bei Durango und bei Pancorbo zurückgeworfen. Marschall Soult besiegte am 10. November eine spanische Armee in der Schlacht bei Gamonal, gleichzeitig vernichteten am folgenden Tag die vereinten Korps unter Marschall Victor und Lefebrve die Armeen unter La Romana und  Blake in der Schlacht bei Espinosa. Binnen 10 Tagen war das ganze nördliche Spanien den französischen Waffen unterworfen.
Die Franzosen versuchten danach die rechte Flanke der spanischen Zentral-Armee aufzurollen. Die spanische Armee von Aragon unter Palafox stand am rechten Ufer des Ebro bei Lodosa und sicherte an der Linie zwischen Falces, Peralta und Milagro gegenüber dem französischen Truppen unter Marschall Moncey. Das französische 3. Korps verblieb gegenüber der Armee des Zentrums unter General Castaños von Ende Oktober bis zum 21. November in Defensive.

### Aufmarsch

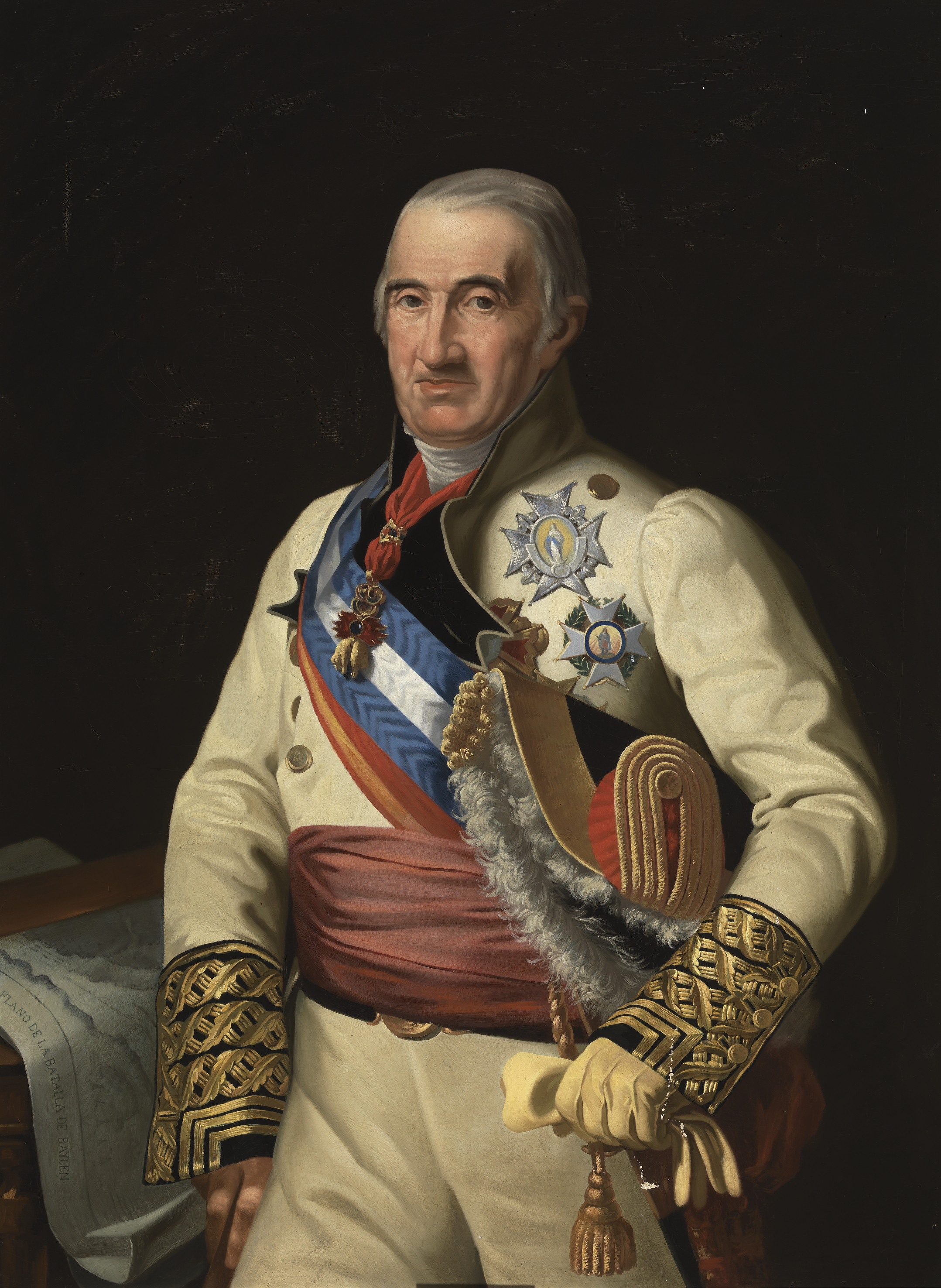
Francisco Javier Castaños

Die im Westen operierende französische Armee unter Marschall Ney hatte das obere Duero-Tal erreicht und sollte aus dem Südwesten in Richtung Tudela vorrücken, dadurch sollte Castaños Armee der Rückzug abgeschnitten werden. Napoleon selbst wollte den Hauptangriff in Richtung Burgos anzusetzen, um einen Keil zwischen die abgedrängten Reste der Armee von Blake und die südlichen Armeen zu treiben. Nachdem die spanische Linie durchbrochen sei, sollten die französischen Truppen nach Norden und Süden vordringen und die verbleibenden spanischen Armeen einzeln vernichten. Am 18. November begann das Korps des Marschall Lannes in Richtung Tudela vorzurücken. Die Avantgarde rückte auf Logroño, während das Korps Moncey den Ebro bei Lodosa überquerte. Die Befehle für Ney waren am 18. November erlassen worden, ihm wurde mitgeteilt, dass das Korps Lannes am 22. November angreifen würde, bis dahin sollte er die Vereinigung erreicht haben. Ney startete seinen Marsch im Westen entlang schwieriger Bergstraßen erst am 19. November, er hatte zwei Tage später Soria erreicht und musste nach fast 130 Kilometer Marschleistung einen Rasttag einlegen. Napoleon befahl Moncey den Ebro bei Lodosa zu überqueren und sich mit den Korps unter Marschall Lannes zu vereinigen. Planmäßig sollten Neys Truppen am Angriff beteiligt werden, konnten aber Tarazona erst am 26. November erreichen.
Die Qualität der spanischen Truppen und ihre zahlenmäßige Unterlegenheit erlaubten ihnen nicht, den erfahrenen Truppen der Franzosen offensiv zu begegnen, darüber hinaus herrschte bei der Operationsplanung zwischen den spanischen Generälen Castaños und Palafox kein Einvernehmen. Palafox der die Verteidigung von Saragossa organisierte, hielt sich gegenüber dem älteren Castaños als Militär überlegen. Letzterer hatte mit seinen Ansprüchen die Zentraljunta bereits überfordert, weil er den alleinigen Oberbefehl beanspruchte. Castaños hoffte, die Position halten zu können, die seine Truppen zwischen den Ausläufern der Sierra de Moncayo bis zum Ebro eingenommen hatten, obwohl er anstatt der von der Junta zugesagten 80.000 Mann, ohne die bis Caparrosa reichende Armee von Aragon nur über 26.000 Soldaten verfügte. Castaños verteidigte eine 15 Kilometer lange Linie, die sich westlich von Tudela entlang des Ebro, dann entlang des Rio Queiles nach Cascante und schließlich nach Tarazona am Fuße des Moncayo-Massivs erstreckte.

### 21. und 22. November

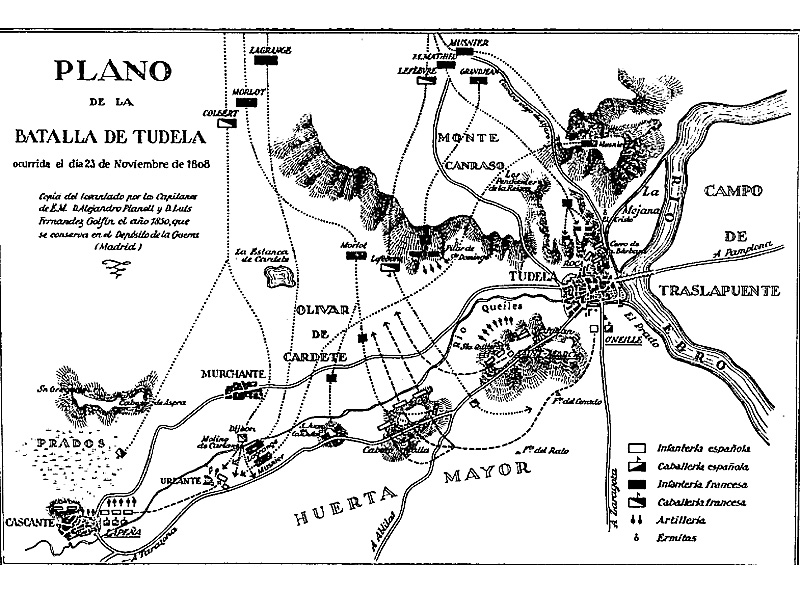
Skizze zur Schlacht von Tudela

Am 21. November lagerten die beiden spanischen Armeen zwischen Logroño und Tudela beidseitig am Ebro. Das französische 3. Korps rückte weiter vor, überquerte den Ebro bei Logroño und rückte nach Osten in Richtung Calahorra vor, während Marschall Ney mit dem 6. Korps durch das obere Duero-Tal vom Westen her in Richtung Tudela vorging. Erst nachdem die Franzosen bereits vor den Toren von Tudela standen und polnische Lanciers der Weichsel-Legion den Fluss überquert hatten, versuchte Castaños eine Sperrlinie südlich der Stadt aufzubauen. Castaños bemühte sich, die bereits verfügbaren Truppen des Korps von O’Neille noch vor Ankunft der Franzosen über den Fluss zu bringen, doch die zumeist neuen Rekruten manövrierten langsam und ungeschickt. Den polnischen Lanciers der Division Wathier folgte die 3. Division unter General Morlot und die 1. Division unter General Musnier nach. Schlecht koordinierte Manöver verzögerten den Durchgang der spanischen Division Villalba durch Tudela, zudem war die östlich des Ebro stehende spanische Kavallerie nicht verfügbar. Castaños war sich bewusst, dass er nicht über genügend Soldaten verfügte und bat General Juan O’Neille um weitere Verstärkung, der mit seinem Korps noch am Ostufer des Ebro bis Villafranca lagerte. Castaños Adjutant traf am 21. November um 17 Uhr in Caparrosa ein. General O’Neille sagte zu, mit 20.000 Mann nach Tudela zu marschieren, aber dies könnte erst am folgenden Morgen erfolgen, weil er zuvor die Zusage seines Vorgesetzten General Palafox einholen müsste. Die Zusage wurde erst am Mittag des 22. November gegeben, O’Neille entschied sich den Fluss erst am nächsten Tag zu überqueren.
Am 22. November erreichten die Truppen unter Lannes Calahorra und stießen vor den Hügeln von Cierzo auf spanische Truppen. Man konnte die Linien der spanischen Formationen auf den Höhen von Monte Canraso erkennen, die nach Tudela herunter reichten und dann nach Süden auf die Straße nach Cascante verliefen. Als auch die spanischen Truppen auf den Höhen von Santa Barbara ausgemacht waren, entschied sich Lannes die Höhen zu stürmen und ließ die Formationen im Flachland nordwestlich der Stadt Tudela bilden. Ebenfalls nur langsam begannen sich die spanischen Reserve-Kolonnen südlich des Rio Queiles zu entfalten. In Ablitas hatte Castaños sein Hauptquartier und hoffte die Lücke zwischen Cascante und Ebro mit seiner 5. Division zu schließen, dabei sollten die zwei Divisionen unter O’Neille und Saint-Marcq den Raum von Cascante bis zum Ebro decken. Die Streitkräfte der spanischen 4. Division (8000 Mann) unter General Manuel La Peña waren noch mehrere Stunden vom Schlachtfeld entfernt und die bei Tarazona stehende Division von General Grimarest (13.000 Mann) hatte eine Avantgarde erst nach Ágreda vorgeschoben. Eine weitere Division unter dem Marquis de La Roca befand sich auch noch am Ostufer des Ebro.
Castaños berief einen Kriegsrat in Tudela ein, an dem Palafox (er war mit seinem Bruder Francisco Palafox aus Saragossa eingetroffen), General Coupigny und ein englischer Beobachter, Thomas Graham teilnahmen, um die folgenden Maßnahmen zu besprechen. Palafox argumentierte wegen des Mangel an Pionierkräften gegen die Errichtung einer Abwehrlinie am Rio Queiles und empfahl sich auf Zaragoza zurückzuziehen und neue Höhenstellungen in Aragon einzunehmen.
Am Nachmittag des 22. November begannen sich auf französischer Seite des Ebro die Einheiten der Armee von Aragon in der Ortschaft Traslapuente zu versammeln, aber mit der klaren Anweisung den Fluss noch nicht zu überqueren. Bei Tudela waren fast 45.000 spanische Soldaten versammelt, die bis zum Einbruch der Dunkelheit ihre Stellungen verstärkten. Die zunehmende Zahl der Franzosen und die Aufstellung einer Großen Batterie machten die schwierige Lage der Spanier jede Stunde bedrohlicher. Bei Einbruch der Dunkelheit war Castaños Armee auf fast 30 Kilometer ausgedehnt, die spanischen Führer erfuhren noch, dass die Franzosen die Dörfer Corella und Cintruénigo besetzt hatten.

## Die Schlacht

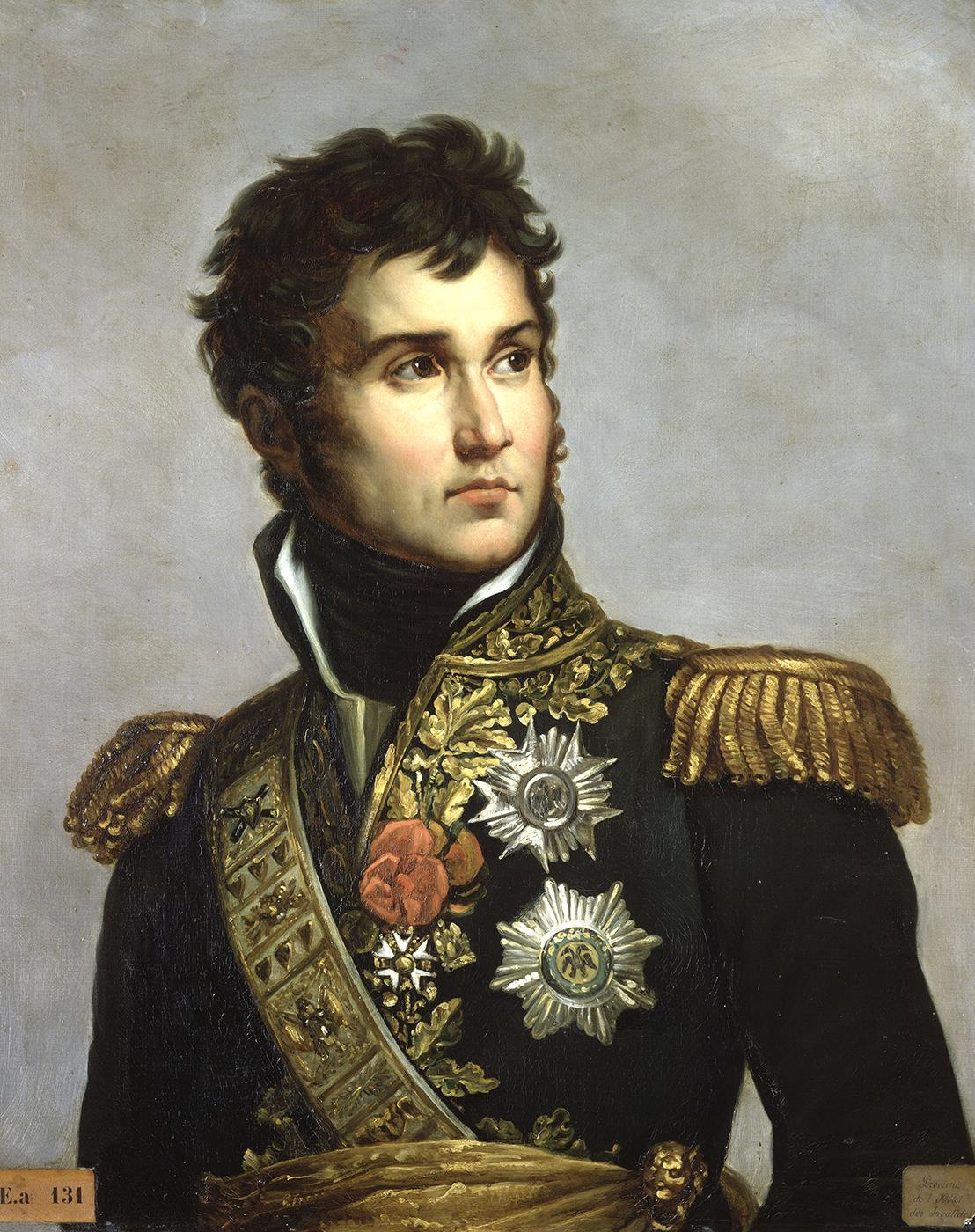
Jean Lannes

In der Nacht vor der Schlacht hatten die französischen Truppen bis Alfaro, zehn Meilen von Tudela entfernt, gelagert. Bis zum 22. November 1808 wurden diese Truppen von Marschall Moncey geführt, Napoleon übertrug jedoch noch vor der Schlacht den Oberbefehl auch über dieses Korps an Marschall Lannes. Die Franzosen zählten knapp 34.000 Mann, bestehend aus vier Infanteriedivisionen und drei Kavallerieregimentern. Dazu kam später die Division unter Lagrange und die Kavallerie-Brigade des Brigadegeneral Colbert-Chabanais von Neys Korps. Am Morgen des 23. November entwickelte sich die Schlacht. Marschall Lannes hatte seine Truppen in zwei Angriffskolonnen formiert. Die kleinere Kolonne, welche aus der Division Lagrange und zwei Kavallerie-Brigaden bestand, wurde in Richtung Cascante geschickt, während die größere Kolonne (Monceys Korps) entlang des Ebro in Richtung Tudela angriff.
An der Schlacht bei Tudela waren auf spanischer Seite im Wesentlichen nur drei Divisionen, die von Roca, O’Neille und Saint-Marcq beteiligt – insgesamt etwa 23.000 Mann. Castaños wurde am 23. November trotz aller Aufklärung überrascht. Als die französische Avantgarde vor Tudela ankam, hatte Marschall Lannes schnell erkannt, dass die Spanier noch nicht formiert waren und hatte beschlossen, einen sofortigen Sturmangriff mit seinen führenden Brigaden anzusetzen. Während Monceys Truppen auf Tudela vorrückten, versuchte Castaños noch immer, O'Neilles Korps über den Ebro zu bekommen. Zuletzt hatte die Division unter General La Roca ihren Platz an der rechten Flanke der spanischen Linie erreicht. Die Division von Saint Marcq hatte ihren Platz noch vor dem Angriff der Franzosen eingenommen, aber O'Neilles eigene Division, musste sich beim Formieren bereits gegen eine Gruppe französischer Scharmützel erwehren, welche den Rücken des Cabezo Malla Plateaus erreicht hatten. Dieser französische Angriff wurde zwar abgewiesen, zeigte jedoch klar, wie schwach die spanische Position war. Selbst als alle drei spanische Divisionen in der Abwehrstellung vor Tudela versammelt waren, betrug der Abstand zu den nachfolgenden Verstärkungen unter La Peña in Cascante noch mehrere Kilometer.  Um die Mittagszeit versuchte Castaños selbst, La Peña zu erreichen, um ihn persönlich zu befehlen, sofort mit zwei Brigaden nach Osten vorzugehen, diese Bewegung wurde von französischer Reiterei entdeckt und vereitelt. Das Ergebnis der Schlacht wurde durch die unangemessenen, nicht angeordneten Manöver von La Peña und Grimarest entschieden.
Der zweite Angriff der Franzosen wurde mit stärkerer Kraft ausgeführt. Am französischen linken Flügel griff die Division von Morlot und Habert die Abteilung von La Roca auf den Höhen vor Tudela an. Am rechten Flügel vollzog die Division unter Maurice Mathieu einen Frontalangriff auf die spanischen Linien von O’Neille,  beide Angriffe waren erfolgreich. Die Division von La Roca brach, frontal angegriffen, schnell zusammen, als die französischen Truppen den oberen Teil des Kamms erreichten, während O’Neille's Flanke vom Kamm herunter überflügelt wurde. Schließlich griff die französische Kavallerie unter Lefebvre-Desnouettes an der Lücke zwischen den Divisionen unter Roca und Saint Marcq an, wodurch auch der gesamte rechte Flügel der Spanier vollständig nachgab.
Auf der linken Seite hatten sich La Peña und Grimarest schließlich in Cascante vereint, so dass sie insgesamt über 18.000 Infanteristen und 3.000 Reiter verfügten, welche noch nicht im Kampf gestanden waren. Sie wurden allein von der 6.000 Mann starken Division des Generals Lagrange und einer kleinen Anzahl von Dragonern abgelenkt. Nachdem sich die Niederlage der spanischen Hauptarmee abzeichnete, zog sich auch La Peña im Schutz der Dunkelheit zurück.

## Bilanz und Folgen

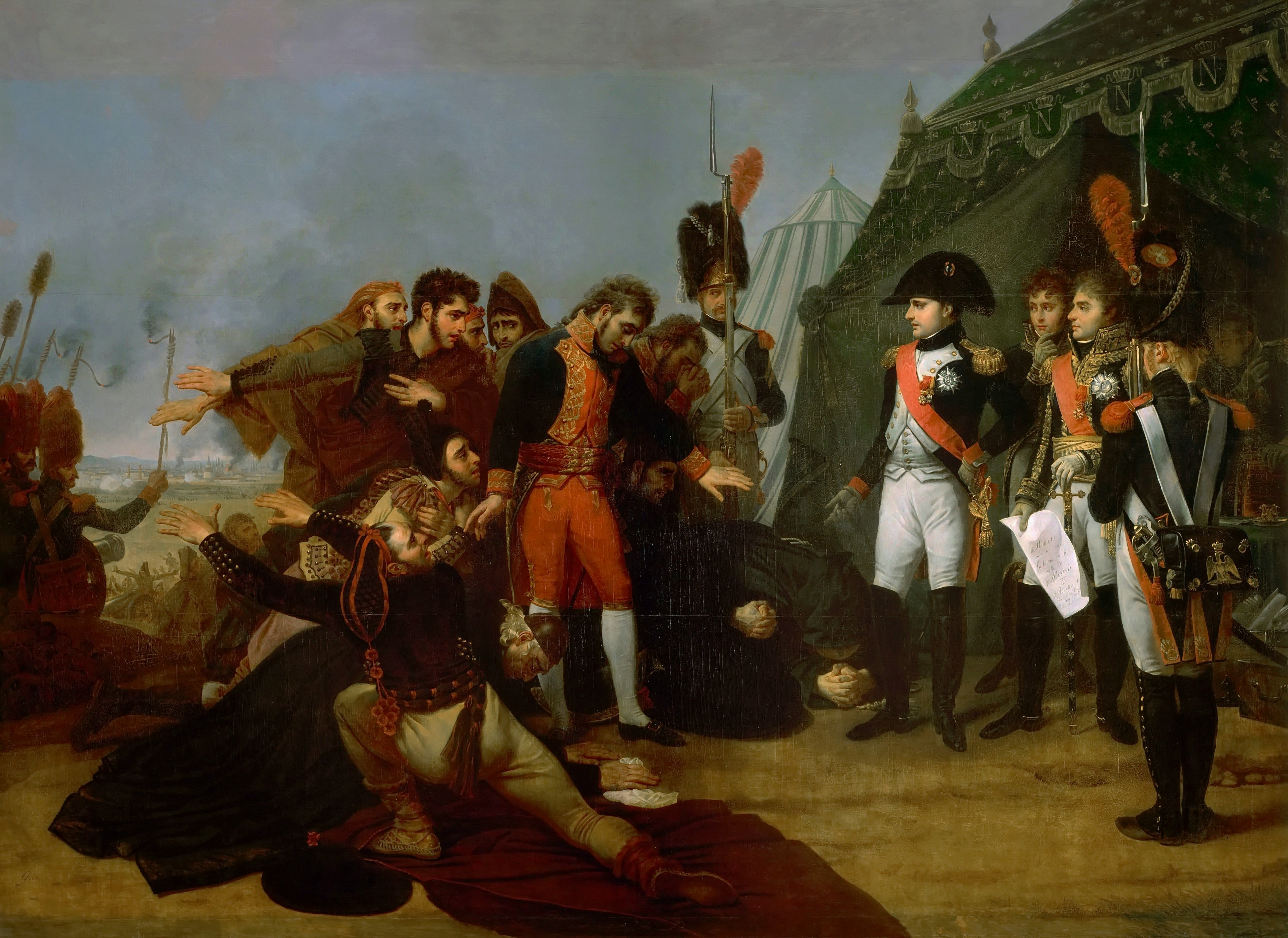
Übergabe von Madrid am 4. Dezember 1808

Die Armee von Ney konnte die geplante Zangenbewegung nicht rechtzeitig durchführen, um Castaños einzukesseln, die Schlacht brachte Napoleon zwar den Sieg, allerdings konnte er die Möglichkeit, die Armeen von Castaños und Palafox vollständig zu vernichten, nicht ausnutzen. Die beiden Flügel der spanischen Armeen konnte aus dem Raum Tudela in verschiedene Richtungen entkommen. Den Franzosen und Polen kostete der Sieg von Tudela 21 Offiziere, 544 Tote und 513 Verwundete. Die spanischen Verluste betrugen 300 Offiziere 3000 Tote, 3000 Gefangene sowie 30 Geschütze. Am spanischen linken Flügel gab es nur Verluste von etwa 200 Mann, während der rechte Flügel 3000 Tote und 1000 Gefangene verlor.
General La Peña gelang es, sein Korps nach Kastilien zurückzuziehen und so der Gefangenschaft zu entziehen. Die Streitkräfte von Aragonien zogen sich nach Saragossa zurück, wo viele Truppen unter Palafox ab 20. Dezember an der zweiten Belagerung teilnahmen. Auch die während der Schlacht wenig aktive  spanische Linke konnte sich fast intakt zur Verteidigung der Stadt nach Madrid zurückkehren. Nachdem Napoleons polnische Truppen am 30. November in der Schlacht am Somosierra-Pass eine spanische Abwehrstellung zur Seite drängten, erreichten sie am 1. Dezember Madrid. Die wichtigsten spanischen Armeen waren zerstreut und Madrid fiel in französische Hände. Napoleon begann sich auf die Rückeroberung Portugals vorzubereiten.